# Mariela Gonzáles Durán
Ninfa Mariela Gonzáles Durán (n. 27 de abril de 1970) es ex prima ballerina del Ballet Oficial de Bolivia y directora general del "Estudio Dance Mariela Gonzáles" en la ciudad de La Paz, Bolivia. Graduada de la carrera de danza del Instituto Superior de Arte del Teatro Colón de Buenos Aires, Argentina y especializada en coreografía en la Académie D'art Chorégraphique Raymond Franchetti en París, Francia desde 1991 a 2004.

## Primeros años.
Desde muy pequeña reside en la ciudad de La Paz, donde estudia en la Academia Nacional de Danza con la maestra Janeth Inchauste. Al egresar del colegio continúa sus estudios de ballet en Buenos Aires, Argentina, preparándose con maestros como Antonio Truyol y Lidia Segni. Así a los 18 años se convierte en la primera postulante boliviana en ser aceptada en el Instituto Superior de Arte del Teatro Colón en el año 1987 donde estudia con los maestros Rada Eichembaus y L. Ivanov.

## Carrera profesional.
Una vez egresada de la carrera de danza, en el año 1992, pasa a formar parte de la Compañía de Liliana Belfiore, como cuerpo de ballet, realiza una gira nacional por Argentina con la Compañía Moderna de Jazz-Ballet de Julio Bocca, el primer bailarín del American Ballet Theatre y participa en la reapertura del Teatro Colón de Buenos Aires como parte del ballet estable, en las Ópera Aida y Fausto y en el ballet El Lago de los Cisnes. Posteriormente, en el "Julio Bocca Ballet Argentino", bajo la dirección de Lidia Segni. Finalizando se muda a París, Francia para realizar cursos de especialización en coreografía en la Academia D'art Coreographique Raymond Franchetti. Regresa a su país y es seleccionada como Primera Bailarina del Ballet Oficial de Bolivia, rol que ejerce durante 13 años, realizando diferentes giras nacionales y paralelamente, en el año 2001, es nombrada Directora Artística. Finalmente hace su despedida en el año 2006 interpretando a Kitri en el Ballet Don Quixote.

## Luego del retiro.

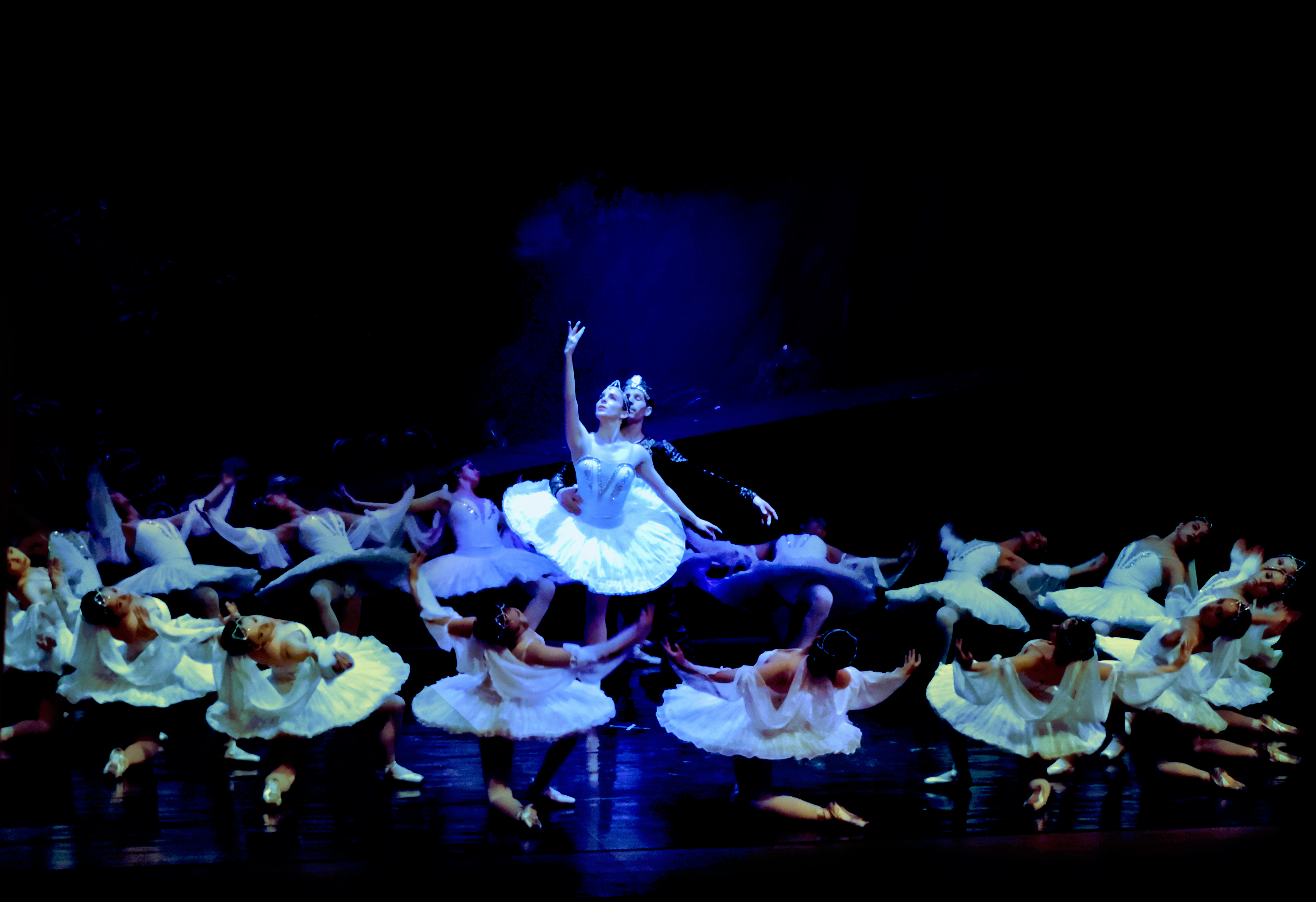
"La Bayadera" Estudio Dance Mariela Gonzales en su 25 aniversario, septiembre de 2018.

Posteriormente funda el Estudio Dance Mariela Gonzáles (EDMG), creando una Escuela de Formación y Compañía Estable, ejerciendo el rol de directora general, repone obras de repertorio clásico junto a su primera bailarina Vera Zuazo e invita a las primeras figuras del Ballet del Teatro Argentino de La Plata, Juan Bautista Parada para realizar la puesta escena de las obras completas de La Bayadera y a la primera bailarina Julieta Paul para El lago de Los Cisnes además de la obra original Danzando Alrededor del Mundo 2. Con su compañía estable ha realizado los ballets completos de El Cascanueces, Giselle, La Bella Durmiente del Bosque en su decimosexto aniversario,  además de versiones coreográficas propias de La Cenicienta, Maléfica, Blancanieves y los Siete Enanitos y ballets originales como El Mundo del Vals, ¿Quieres Jugar Conmigo?, El Dulce Mundo del Conde Pasas al Ron y Lo que El Arca de Noe olvidó.

## Repertorio

### Como Primera Bailarina.
El repertorio de Gonzáles como primera bailarina del Ballet Oficial de Bolivia y EDMG (1992-2006) incluyen los roles principales en los ballets:  El Corsario, Giselle, Carmen, Paquita, Las Cuatro estaciones de Vivaldi, Piazzolla, Diana y Acteón, El Bolero de Ravel, El Cascanueces, La Bayadera, El Lago de Los Cisnes y Don Quixote.

### Dirección y reposición de ballets completos.
Con el Estudio Dance Mariela Gonzáles: Giselle (2013), El Cascanueces (2014), El Lago de los Cisnes(2016), La Bayadera (2018) y La Bella Durmiente del Bosque (2019).

### Como coreógrafa.
Crea versiones originales de: Blancanieves y los siete enanitos (2008), Cenicienta (2011), El Mundo del Vals (2012), ¿Quieres jugar conmigo? (2013), Danzando Alrededor del Mundo 2 (2015), Maléfica (2016),  y Lo que El Arca de Noe Olvidó (2017).

## Galardones y condecoraciones
Mariela Gonzáles ha sido condecorada con los siguientes galardones y distinciones a lo largo de su carrera artística:
- Medalla al Mérito Cultural 2000, de la fundación ProArte (2000).[18]
- Orden Nacional del Cóndor de los Andes en grado oficial, en conjunto con el Ballet Oficial de Bolivia (2003).[19]
- Galardón, por parte de Radio Nueva (2013).[20]
- Condecoración por la Hble. Alcaldía de La Paz "Prócer Pedro Domingo Murillo", en el grado de Honor Cívico (2016).[21]
- Galardón Andino a la Excelencia Plurinacional (2016- 2017).[22]
- Quality of the World 2016-2017 (2017).[22]
- Diosa de las Artes, por Verónica Palenque (2017).[22]
- Condecoración por la Prefectura de La Paz.[23] (2018).
- Condecoración por la Asociación "Amigos de la Danza" (2019).[23]
- Bailarina Emérita, otorgado por la Hble. Cámara de Diputados de Bolivia. (2019)[23]